# Jasmine Byrne
Pour les articles homonymes, voir Byrne.
Jasmine Byrne, née le 23 janvier 1985 à Salem, est une actrice pornographique américaine d'origines mexicaine et indienne.

## Biographie
C'est la plus jeune d'une famille de neuf enfants. Elle travaillait comme vendeuse dans un magasin de vêtements.
Elle joue dans tous les styles de films X depuis 2004 (interracial, anal, facial, gang bang, BDSM, etc.). Son premier film était Young Tight Latinas 6 (Red Light District Video).
Jasmine Byrne s'est lancée dans une carrière de dominatrice à San Francisco et travaille avec des sites web spécialisés dans le genre.

## Récompenses et nominations
Nominations
- 2006 : XRCO-Award nomination – Orgasmic Oralist
- 2006 : AVN Award nomination for Best New Starlet
- 2006 : AVN Award nomination for Best Tease Performance
- 2006 : AVN Award nomination for Best Anal Sex Scene
- 2006 : AVN Award nomination for Best Group Sex Scene
- 2006 : AVN Award nomination for Best Threeway Sex Scene
- 2007 : AVN Award nomination for Female Performer of the Year
- 2007 : AVN Award nomination for Best Tease Performance
- 2007 : AVN Award nomination for Best Group Sex Scene
- 2009 : AVN Award nomination Best Group Sex Scene
- 2009 : AVN Award nomination Best All-Girl Group Sex Scene

## Filmographie sélective
- 2004 : No Man's Land Latin Edition 5
- 2005 : Dance Party
- 2006 : No Man's Land Latin Edition 7
- 2007 : Not The Bradys XXX (parodie)
- 2007 : Big Wet Asses 12
- 2008 : Babes Illustrated 17
- 2009 : Pussy Play 4
- 2010 : For Her Tongue Only
- 2011 : Inked In LA
- 2012 : Barrio Bitches
- 2013 : Pussy Smashin
- 2014 : Just Pink
- 2015 : Sexy Latin College Students
- 2016 : Adult's Hottest Latinas
- 2017 : Mexican Ass Worship